# J. S. 우즈워스

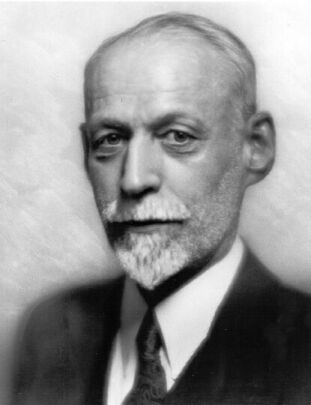
J. S. 우즈워스

제임스 셰이버 우즈워스(James Shaver Woodsworth)는 캐나다인의 사회민주주의 운동의 선구자이다. 옥스퍼드 대학에서 공부하던 중 사회 복지에 관심을 갖게 되었고, 감리교회의 목사로 캐나다에 돌아오자마자 가난한 사람들과 매니토바주의 노동자 계층에게 사회복음서를 설교하였다. 위니펙에 있는 만민사절단장과 캐나다 복지연맹의 비서로서 그는 사회여건을 조사하는 데 주력했으며 이민자들과 함께 일하며 사회복지를 위한 캠페인을 벌였다.
우즈워스는 사회적 문제와 불평등에 초점을 맞추면서 캐나다에서 정치적 노동운동에 적극적이 되었다. 그는 1919년 위니펙 총파업 중 1명이 사망하게 한 잔혹한 경찰의 행동에 이어 시위운동을 주도했으며 매니토바 독립노동당(ILP)을 조직하는 데 일조했다. 그는 1921년에 ILP의 일원으로 출마하여 하원에 선출되었다. 대공황 때인 1932년 우즈워스와 ILP는 다른 사회주의 단체와 노동단체와 함께 협동연방당을 창설했으며, 우즈워스를 지도자로 삼아 오늘날의 신민당으로 진화한 캐나다 최초의 사회당이었다. 우즈워스는 사회지원, 연금, 의료보험 등 캐나다의 많은 현대사회 프로그램에 영향을 미쳤다.

## 같이 보기
- J. S. 우즈워스 중등학교